# Plicník úzkolistý
Plicník úzkolistý (Pulmonaria angustifolia) je druh vytrvalé byliny z čeledi brutnákovitých.

## Vzhled
Je to vytrvalá, oddenky tvořící rostlina, která vyrůstá v řídkých skupinách a na zimu zpravidla zatahuje listy. Listy jsou kopinaté, dlouhé až 40 cm a slabě chlupaté. Od března do května se objevují mezi zelenými listy lodyhy s řídkými vijany nejprve růžových, poté zářivě sytě modrých, nálevkových květů. Rostlina je vysoká až 30 cm a široká až 45 cm. Jestliže bezprostředně vedle sebe roste více druhů plicníku, mají sklon ke křížení. Proto existuje pravděpodobně více hybridů.

## Rozšíření a ekologie
Roste převážně ve střední a východní Evropě. Na severovýchodě areálu zasahuje do jižní Skandinávie, na jihu do severní Itálie. V Čechách neroste často, převážně pouze v teplejších oblastech středních Čech. Na Moravě roste nejvíce v Bílých Karpatech a v širším okolí Brna. Vyrůstá v polostinných okrajích listnatých lesů, především doubrav, a ve světlejších křovinách.

## Ohrožení
Plicník úzkolistý je v Česku a na Slovensku chráněný, v České republice v kategorii C2.